# إقليم ترنافا
 إقليم ترنافا (بالسلوفاكية: Trnavský kraj) هو واحد من الثمانية أقاليم التي تشكل الجمهورية السلوفاكية.
يقع الإقليم في غرب سلوفاكيا.

## المناطق والمدن التابعة لإقليم ترنافا
يقسم الإقليم إلى سبعة مناطق تضم أكثر من 249 بلدية.

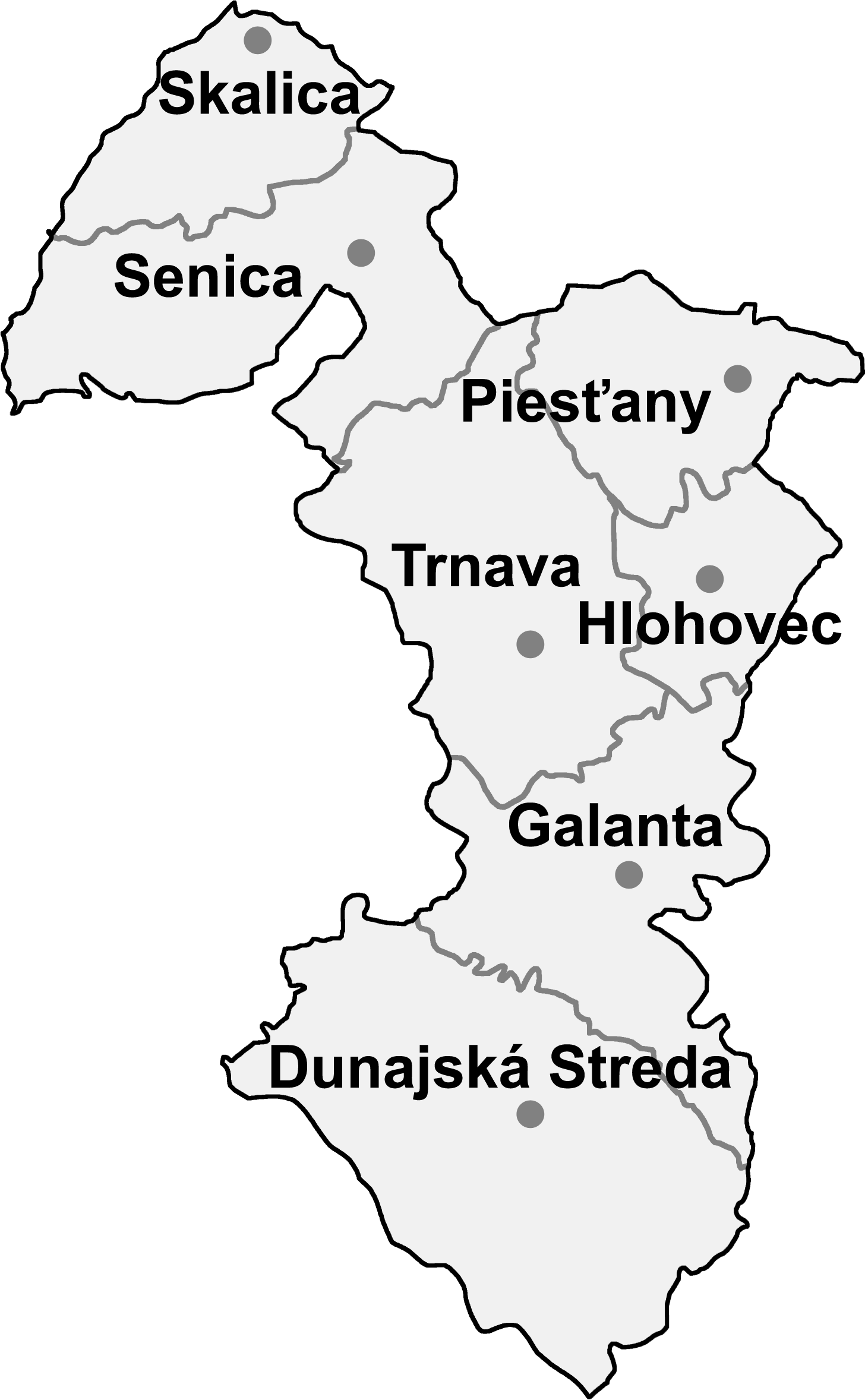
المناطق التابعة لإقليم ترنافا

- بيشتاني (بالسلوفاكية: Piešťany)
- ترنافا (بالسلوفاكية: Trnava)
- غالنتا (بالسلوفاكية: Galanta)
- دونيسكا ستريدا (بالسلوفاكية: Dunajská Streda)
- سكاليتسا (بالسلوفاكية: Skalica)
- سينيتسا (بالسلوفاكية: Senica)
- هلوهوفيتس (بالسلوفاكية: Hlohovec)